# Eberhard Nestle
Eberhard Nestle (Stuttgart, 1 de maio de 1851 — Stuttgart, 9 de março de 1913) foi um teólogo protestante e orientalista alemão. É mais conhecido por ser o editor original do Novum Testamentum Graece (edição crítica acadêmica do NT em grego), hoje muito conhecida e chamada de "Nestle-Aland".

## Formação e trabalho
Nestle iniciou seus estudos na área de Orientalismo e escreveu, entre outras obras, uma gramática seríaca. Nos anos seguintes, o seu interesse se centrou na obtenção de um texto bíblico estabelecido pelo método da crítica textual. Após formar-se e ter atuado como professor adjunto no Seminário de Tübingen, assumiu o cargo de professor do Instituto de Ulm. Logo depois obteve uma cátedra na Universidade de Tubingen. Foi também professor e, desde 1912, Ephorus no Seminário de Maulbronn. Em 1898, foi publicada na Württembergischen Bibelanstalt de Stuttgart, a edição de Nestle da versão grega do Novo Testamento, editada por ele a partir de antigos manuscritos, sob o título de Novum Testamentum Graece cum apparatu critico ex editionibus et libris manu scriptis.

## Obras
- Syriac Grammar with Bibliography, Chrestomathy and Glossary;
- Psalterium tetraglottum graece, syriace, chaldaice et latine, 1879;
- Veteris Testamenti graeci codices Vaticanus et Sinaiticus cum texto recepto collati, 1880, 2. Aufl. 1887;
- A Palestinian Syriac Lectionary containing lessons from the Pentateuch, Job, Proverbs, Prophets, Acts, and Epistles, 1897;